# Rurik Viseszlava lengyel királyné
Vszeszlava Szvjatoszlavna (ismert még mint Kijevi Vszeszlava, lengyelül: Wyszesława Światosławówna, oroszul: Вышеслава Ярославна, ukránul: Вишеслава Київська; 1047 körül – 1089 után), a Rurik-dinasztiából származó kijevi hercegnő, II. Szvjatoszláv kijevi nagyfejedelem leánya, aki Merész Boleszlávval kötött házassága révén az első lengyel királyné 1068-tól férje 1079-es trónfosztásáig. Férjétől való egyetlen gyermeke Mieszko Bolesławowic.

## Élete
Vszeszlava hercegnő 1046 és 1048 között született a Rurik-dinasztia tagjaként, szülei legidősebb gyermekeként. Apja Szvjatoszláv Jaroszlavics kijevi nagyfejedelem, aki Bölcs Jaroszláv és Svédországi Ingegerd Olofsdotter (Olof Skötkonung svéd király leányának) fia volt. Így apai ágról a Kijevi Rusz uralkodóit adó Rurikid-, míg apai nagyanyai részről a svéd királyokat adó Munsö-házi felmenőkkel bírt. Anyja valószínűleg egy Kilikia nevű nemes nő volt.
Jan Długosz és több krónikás is arról számol be, hogy Vszeszlava feleségül ment Merész Boleszláv lengyel fejedelemhez, valószínűleg még 1069 előtt, mivel ekkortájt született egyetlen gyermekük, Mieszko Bolesławowic. A krónikások szerint Vszeszlava együtt lett megkoronázva férjével 1079. december 25-én Gnieznóban, így ő tekintető az első lengyel királynénak. Miután férjét 1079-ben megfosztották hatalmától, vele és fiukkal a Magyar Királyságba menekültek, I. László magyar király udvarába. Két évvel később Boleszláv rejtélyes körülmények között elhunyt. 1086-ban fia visszatért Lengyelországa, majd nem sokkal ezt követően 1089-ben megmérgezték őt. Gallus Anonymus szerint Vszeszlava részt vett fia temetésén, ám ez volt az utolsó momentuma életének melyet említenek a krónikások, további sorsa ismeretlen.